# Basidiosporas

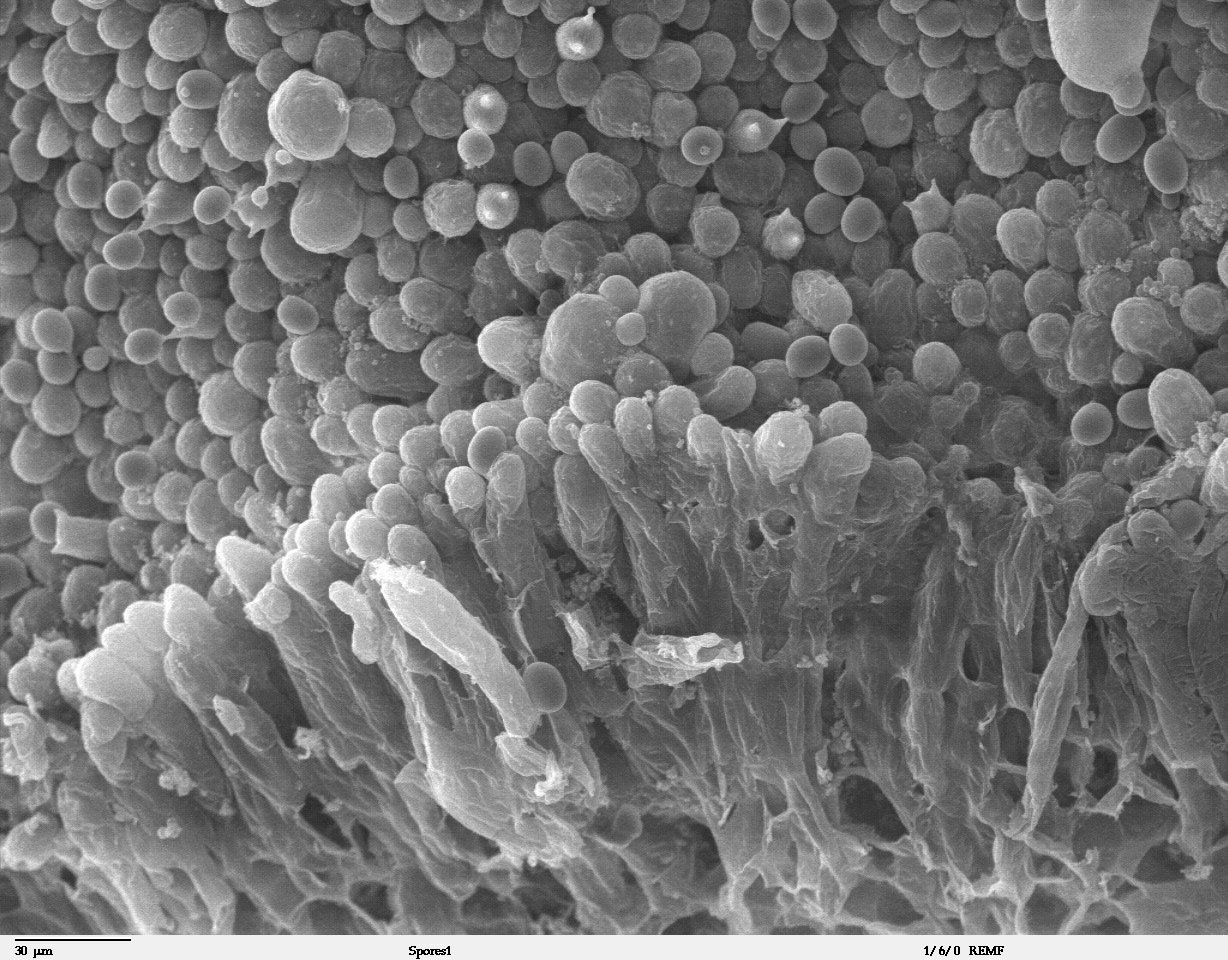
Las basidiosporas de la especie Agaricus bisporus.

Una basidiospora es una espora reproductiva producida por los hongos de la división de los basidiomicetes. Las basidiosporas contienen típicamente un núcleo haploide que nace de la meiosis, producida por un tipo especializado de células de los hongos llamadas basidios. En las láminas debajo del píleo de un ejemplar típico dentro de los basidiomicetes existen millones de basidios. Los basidios en estado maduro tienen una base terminada en cuatro basidiosporas que contienen uno de los dos núcleos obtenidos en la meiosis. Debido a lo mencionado anteriormente, un solo hongo tiene la capacidad de lanzar mil millones de esporas. Muchas basidiosporas son lanzadas con fuerza y por esto se las llama «balistosporas».
Los basidiomicetes forman esporas sexuales externamente, desde una estructura llamada basidio. Cuatro basidiosporas se desarrollan en apéndices de cada basidio. Estas esporas son dispersadas en el aire por el hongo, durante períodos de gran humedad y suelen tener un pico de concentración en la atmósfera durante la noche o antes del amanecer. Cuando las basidiosporas encuentran un sustrato favorable, germinan formando hifas. Estas hifas crecen distanciándose de la espora original, formando un círculo expansivo de micelio. La forma circular de una colonia de hongos explica la formación de anillos y también las lesiones circulares del hongo que causa la dermatofitosis. Algunas basidiosporas germinan reiteradamente formando pequeñas esporas en vez de hifas.